# Феола, Висенте
Висе́нте И́тало Фео́ла (порт. Vicente Ítalo Feola; 1 ноября 1909, Сан-Паулу — 6 ноября 1975, Сан-Паулу) — итальянский бразилец, игрок и футбольный тренер.
Долгое время руководил ФК «Сан-Паулу». Восемь лет тренировал сборную Бразилии, которую сделал чемпионом мира 1958 года, на чемпионат мира 1962 года не поехал из-за болезни ожирения, которой страдал всю жизнь. На чемпионат мира 1966 года привез бразильскую команду, лишенную многих звёздных игроков из-за вмешательства политиков в национальную команду.
Всего под его руководством Бразилия провела 74 игры, из которых 55 выиграла, 6 проиграла и 13 матчей свела вничью. Умер Висенте Феола в 1975 году в возрасте 66 лет.

## Достижения
- Чемпион штата Сан-Паулу: 1948, 1949
- Победитель турнира Рио-Сан-Паулу: 1948, 1949
- Обладатель Кубка Освалдо Круза: 1958
- Чемпион мира: 1958
- Обладатель Кубка О’Хиггинса: 1959
- Обладатель Кубка Рока: 1960
- Обладатель Кубка Атлантики: 1960
- Чемпион Аргентины: 1961, 1962